# 埃斯帕
埃斯帕（法語：Espas）是法国热尔省的一个市镇，属于孔东区（Condom）诺加罗县（Nogaro）。该市镇总面积15.13平方公里，2009年时的人口为115人。

## 人口
埃斯帕人口变化图示